# STM-1
Módulo de Transporte Síncrono (Synchronous Transport Module). 
El STM - 1 (Módulo de Transporte Síncrono, nivel - 1) , es el estándar de transmisión de la red de fibra óptica SDH UIT -T . Tiene una tasa de bits de 155,52 Mbit / s . Los niveles más altos aumentan en un factor de 4 a la vez : los otros niveles soportados actualmente son STM- 4 , STM- 16 , STM- 64 y STM -256 . Más allá de esto tenemos la multiplexación por división de longitud de onda (WDM ).
Es la Unidad de transmisión básica de la Jerarquía Digital Síncrona (SDH), correspondiente al primer nivel básico.
Es una trama de 2430 bytes, distribuidos en 9 filas y 270 columnas. Las primeras nueve columnas contienen únicamente información de gestión y se distribuyen en tres campos:

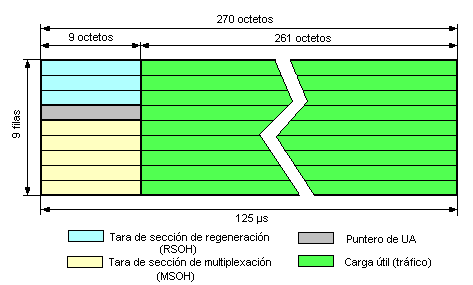
Estructura de trama de STM-1.

- Tara de sección de regeneración (RSOH), filas 1-3 [27 bytes]
- Puntero de la unidad administrativa, fila 4 [9 bytes]
- Tara de sección de multiplexación (MSOH), filas 5-9 [45 bytes]

Las columnas restantes (10-270) contienen carga útil. Normalmente, se trata de un contenedor virtual de nivel 4 (VC-4) o de tres contenedores virtuales de nivel 3 (VC-3). No obstante, en Europa solo se utilizan VC-4. 
Un contenedor virtual VC-4 y el puntero de la unidad administrativa conforman una unidad administrativa de nivel 4 (AU-4). Por lo tanto, se genera una trama STM-1 añadiendo a una AU-4 las taras RSOH y MSOH que le correspondan.
La transmisión se realiza bit a bit en el sentido de izquierda a derecha y de arriba abajo. La trama se transmite a razón de 8000 veces por segundo (cada trama se transmite en 125 μs,= 1/(8000 Hz)). Por lo tanto el régimen binario es igual a: 
{\displaystyle 8000\times {270octetos}\times {8bits}\times {9filas}=155520} kbit/s {\displaystyle =155,52} Mbit/s 
Los múltiplos de este ratio de transmisión (8000) dan lugar a los enlaces STM-4, STM-16, STM-64 y STM-256 descritos en el estándar SDH.
La transmisión puede ser realizada mediante interfaz eléctrico u óptico.
Para Complementar lo último:
STM-1 = 8000 x (270 octetos x 9 filas x 8 bits) = 155 Mbit/s.
STM-4 = 4 x 8000 x (270 octetos x 9 filas x 8 bits) = 622 Mbit/s.
STM-16 = 16 x 8000 x (270 octetos x 9 filas x 8 bits) = 2,5 Gbit/s.
STM-64 = 64 x 8000 x (270 octetos x 9 filas x 8 bits) = 10 Gbit/s.
STM-256 = 256 x 8000 x (270 octetos x 9 filas x 8 bits) = 40 Gbit/s.